# نامبورن
نامبورن (به آلمانی: Namborn) یک شهر در آلمان است که در سانکت وندل واقع شده‌است. نامبو ۷٬۳۹۸
چ نفر جمعیت دارد.